# Haliclona carduus
Haliclona carduus är en svampdjursart som först beskrevs av Ridley och Arthur Dendy 1886.  Haliclona carduus ingår i släktet Haliclona och familjen Chalinidae. Utöver nominatformen finns också underarten H. c. magellanica.